# 圣卢恰镇
圣卢恰镇（義大利語：Villa Santa Lucia），是意大利拉齐奥大区弗罗西诺内省的一个市镇。总面积18.15平方公里，人口2693人，人口密度148.4人/平方公里（2009年）。ISTAT代码为060089。